# Blå dahlian
Blå dahlian (engelska: The Blue Dahlia) är en amerikansk kriminalfilm från 1946 i regi av George Marshall. Raymond Chandler stod för filmens manus, vilket var direkt skrivet för den. I huvudrollerna ses Alan Ladd och Veronica Lake.

## Handling
Flyglöjtnanten Johnny Morrison kommer hem efter tjänstgöring på grund av en skallskada. Detta gör att han drabbas av huvudvärk och humörsvängningar. Morrison hittar sin fru festandes tillsammans med Eddie Harwood, ägaren till nattklubben Blå dahlian. Efter en uppgörelse går de skilda vägar och Johnny vandrar ut i regnet. 
Johnny plockas upp i bil av Eddies fru Joyce, utan att veta vem hon är. Joyce är tydligt intresserad av Johnny, men möts med kalla handen efter att de stannat vid ett motell. När Helen hittas mördad blir Johnny eftersökt av polisen och han är säker på att Joyce hjälpt sin man Eddie att täcka upp för honom.

## Rollista i urval
- Alan Ladd - Johnny Morrison
- Veronica Lake - Joyce Harwood
- William Bendix - Buzz
- Howard da Silva - Eddie Harwood
- Doris Dowling - Helen Morrison
- Hugh Beaumont - George Copeland
- Tom Powers - Hendrickson
- Howard Freeman - Corelli
- Will Wright - Dad Newell
- Frank Faylen - Mannen som rekommenderar motellet